# Kai Tracid
Kai Tracid, születési nevén Kai Franz (Frankfurt am Main, 1972. január 17. –) német lemezlovas és zeneszerző. A Tracid művésznév a Trance és az Acid zenei műfajok nevének kombinációjából ered.
Németországban az első sikert a Your Own Reality (1997), nemzetközileg pedig a Liquid Skies (1998) kislemez hozta meg.
2009-ben rövid időre abbahagyta zenei tevékenységét és egy jógaközpontot alapított.

## Diszkográfia

### Kislemezek
- So Simple (1996)
- Makin' Friends (1997)
- Your Own Reality (1997)
- Dance for Eternity (1998)
- Liquid Skies (1998)
- Destiny's Path (1999)
- Tiefenrausch (The Deep Blue) (2000)
- Too Many Times (2001)
- Life Is Too Short (2001)
- Trance & Acid (2002)
- 4 Just 1 Day (2002)
- Conscious (2003)
- Deeper (2004)
- Inflator/Aural Border (2007)
- Depressive Mood/Discreet Charm (2007)
- This Is What It's All About (2014)

### Albumok
- Skywalker 1999 (1999)
- Trance & Acid (2002)
- Contemplate (The Reason You Exist) (2003)

## Fordítás
- Ez a szócikk részben vagy egészben  a   Kai Tracid című német Wikipédia-szócikk fordításán alapul.  Az eredeti cikk szerkesztőit annak laptörténete sorolja fel. Ez a jelzés csupán a megfogalmazás eredetét és a szerzői jogokat jelzi, nem szolgál a cikkben szereplő információk forrásmegjelöléseként.